# Parafia Matki Bożej Dobrej Nadziei w Moskwie
Parafia Matki Bożej Dobrej Nadziei w Moskwie – rzymskokatolicka parafia personalna dla katolików anglojęzycznych i części francuskojęzycznych znajdująca się w archidiecezji Matki Bożej w Moskwie w dekanacie centralnym. Przy parafii działają również wspólnoty filipińska i indonezyjska. Parafię prowadzą ojcowie marianiści.
Msze święte odprawiane są w ambasadzie Stanów Zjednoczonych oraz w kaplicy w podziemiach katedry Niepokalanego Poczęcia Najświętszej Marii Panny w Moskwie.

## Historia
Od 1934, na prośbę prezydenta Franklina Delano Roosevelta, przy parafii św. Ludwika w Moskwie, do której uczęszczali członkowie korpusu dyplomatycznego i ich rodziny, służył kapłan amerykański o. Leopold Brown AA. Od 1937, gdy nie pozwolono wrócić do ZSRS bp Pie Eugène Josephowi Neveu oraz aresztowano i zesłano do łagrów ks. Michała Cakula, o. Brown został jedynym kapłanem katolickim w Moskwie.
26 października 1945 do Moskwy przybył kolejny kapłan amerykański francuskiego pochodzenia George Antonio LaBerge, który 27 grudnia 1945 zastąpił wyjeżdżającego o. Browna. Po wojnie Stany Zjednoczone stały się jednak głównym wrogiem Związku Sowieckiego i ks. LaBerge, jako amerykański obywatel, na początku 1947 został zmuszony do opuszczenia kraju.
Katolicka wspólnota anglojęzyczna odrodziła się po upadku ZSRS.